# Bohumil Andrejko
Bohumil Andrejko (* 10. února 1953 Stropkov) je bývalý slovenský fotbalový útočník.

## Fotbalová kariéra
V československé lize hrál za VSS/ZŤS Košice a Lokomotívu Košice. V československé lize nastoupil ke 201 utkáním a dal 56 gólů. Za juniorskou reprezentaci U23 k 1 utkaní, U21 nastoupil k 8 utkaním, za dorosteneckou nastoupil v 8 utkáních a dal 2 góly. V Poháru UEFA nastoupil ve 2 utkáních.

## Ligová bilance
| Ročník                                      | Zápasy | Góly | Minuty |                       |
| ------------------------------------------- | ------ | ---- | ------ | --------------------- |
| 1. československá fotbalová liga 1972/73    | 23     | 7    | 1637   | VSS Košice            |
| 1. československá fotbalová liga 1973/74    | 29     | 6    | 2114   | VSS Košice            |
| 1. československá fotbalová liga 1974/75    | 2      | 0    | 130    | VSS Košice            |
| 2. československá fotbalová liga 1974/75    | -      | -    | -      | Dukla Banská Bystrica |
| 1. československá fotbalová liga 1976/77    | 23     | 6    | 1865   | VSS Košice            |
| 1. československá fotbalová liga 1978/79    | 22     | 5    | 1965   | ZŤS Košice            |
| 1. československá fotbalová liga 1979/80    | 30     | 13   | 2680   | ZŤS Košice            |
| 1. československá fotbalová liga 1980/81    | 29     | 10   | 2589   | ZŤS Košice            |
| 1. slovenská národní fotbalová liga 1981/82 | 29     | 7    | -      | ZŤS Košice            |
| 1. slovenská národní fotbalová liga 1982/83 | 29     | 12   | -      | ZŤS Košice            |
| 1. slovenská národní fotbalová liga 1983/84 | 27     | 8    | -      | ZŤS Košice            |
| 1. slovenská národní fotbalová liga 1984/85 | 13     | 8    | -      | ZŤS Košice            |
| 1. československá fotbalová liga 1984/85    | 14     | 2    | 1209   | Lokomotíva Košice     |
| 1. československá fotbalová liga 1985/86    | 29     | 7    | 2531   | Lokomotíva Košice     |
| 1. slovenská národní fotbalová liga 1986/87 | 11     | 2    | -      | Lokomotíva Košice     |
| 1. slovenská národní fotbalová liga 1987/88 | 5      | 0    | -      | Lokomotíva Košice     |
| LIGA CELKEM                                 | 201    | 56   | 16720  |                       |

## Trenérská kariéra
Byl hlavním trenérem 1. FC Košice a trenérem slovenské reprezentace do 19 let.